# Philodamia
Philodamia is een geslacht van spinnen uit de  familie van de Thomisidae (krabspinnen).

## Soorten
- Philodamia armillata Thorell, 1895
- Philodamia hilaris Thorell, 1894
- Philodamia pingxiang Zhu & Ono, 2007
- Philodamia semicincta (Workman, 1896)
- Philodamia tongmian Zhu & Ono, 2007
- Philodamia variata Thorell, 1894